# Voitsau
Voitsau ist eine Ortschaft und eine Katastralgemeinde der Gemeinde Kottes-Purk im Bezirk Zwettl in Niederösterreich.

## Geographie
Das Dorf liegt nordöstlich von Kottes an der Landesstraße L8289 in einer Senke links der Kleinen Krems. Zum Ortsgebiet zählen auch der Weiler Graphitwerk (nordwestlich des Ortes an der Landestraße L7169), die Streusiedlung Königsmühle (südöstlich des Ortes am Abzweig der Landesstraße L8259 von der Landesstraße L7121 am Ufer der Kleinen Krems) sowie die Säge Stein (früher Gaßmühle).

## Geschichte
1108 wird der Ort erstmals als Vogitisawa = Au des Vogit (des Vogtes) genannt.
Im Eintrag der Josephinischen Fassion aus Jahre 1786/87 gab es im heutigen Ort 27 Häuser.
Im Jahr 1822 wurde der Ort als Dorf mit 27 Häusern genannt, das nach Purk eingepfarrt war, wohin auch die Kinder eingeschult wurden. Die Herrschaft Prandhof besaß die Ortsobrigkeit und besorgte die Konskription. Die Landgerichtsbarkeit wurde ebenfalls von der Herrschaft Prandhof ausgeübt. Die Untertanen und Grundholde des Ortes gehörten der Herrschaft Prandhof.
Nach der Entstehung der Ortsgemeinden 1849 wurde der Ort eine eigenständige Ortsgemeinde, zu dieser zählte auch noch die Katastralgemeinde Dankholz.
Laut Adressbuch von Österreich waren im Jahr 1938 in der Ortsgemeinde Voitsau ein Gastwirt mit Gemischtwarenhandlung, zwei Sägewerke, ein Schuster, eine Steinmetzmeister, ein Tischler und einige Landwirte ansässig.
Im Zuge der Niederösterreichischen Kommunalstrukturverbesserung wurde der Ort durch die Auflösung der Gemeinde Voitsau am 1. Januar 1967 ein Teil der Gemeinde Kottes-Purk.

## Siedlungsentwicklung
Zum Jahreswechsel 1979/1980 befanden sich in der Katastralgemeinde Voitsau insgesamt 41 Bauflächen mit 20.694 m² und 41 Gärten auf 21.024 m², 1989/1990 gab es 41 Bauflächen. 1999/2000 war die Zahl der Bauflächen auf 183 angewachsen und 2009/2010 bestanden 127 Gebäude auf 188 Bauflächen.

## Bodennutzung
Die Katastralgemeinde ist landwirtschaftlich geprägt. 279 Hektar wurden zum Jahreswechsel 1979/1980 landwirtschaftlich genutzt und 12 Hektar waren forstwirtschaftlich geführte Waldflächen. 1999/2000 wurde auf 264 Hektar Landwirtschaft betrieben und 23 Hektar waren als forstwirtschaftlich genutzte Flächen ausgewiesen. Ende 2018 waren 258 Hektar als landwirtschaftliche Flächen genutzt und Forstwirtschaft wurde auf 24 Hektar betrieben. Die durchschnittliche Bodenklimazahl von Voitsau beträgt 25,1 (Stand 2010).